# Raja Sonam Tobgay Dorji
Raja Sonam Tobgay Dorji, född 1896, död 1953 var regeringschef i Bhutan 1917-1952 då han efterträddes av sin son Jigme Palden Dorji.